# هایاکاوا، یاماناشی
هایاکاوا، یاماناشی (به لاتین: Hayakawa, Yamanashi) یک منطقهٔ مسکونی در ژاپن است که در Minamikoma District واقع شده‌است. هایاکاوا ۳۶۹٫۸۶ کیلومترمربع مساحت و ۱۱٬۶۶۰ نفر جمعیت دارد.